# Roger A. Pielke junior

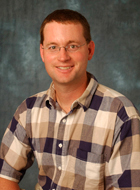
Roger Pielke, jr.

Roger A. Pielke, Jr. (* 2. November 1968) ist ein US-amerikanischer Autor und Senior Fellow am American Enterprise Institute, einem konservativen Think-Tank. Von 2003 bis 2023 war er Professor im Environmental Studies Program und Fellow des Cooperative Institute for Research in Environmental Sciences (CIRES) in Boulder, Colorado. Von 2001 bis 2007 war er zusätzlich Direktor des Center for Science and Technology Policy Research der University of Colorado at Boulder.
Pielke war unter anderem als Gastprofessor an der Oxford University am James Martin Institute for Science and Civilization der Saïd Business School. Er interessiert sich unter anderem für die politischen Aspekte der Wissenschaft, politische Entscheidungsfindungen in unsicheren Situationen, den Klimawandel, Katastrophenschutz und Welthandel.
Pielke hat einen B.A. in Mathematik (1990), einen M.A. in Verwaltungswissenschaften (1992), und einen Ph.D. in Politikwissenschaften, jeweils an der University of Colorado at Boulder erworben. Vor seinen universitären Tätigkeiten war er 1993 bis 2001 Wissenschaftler an der Environmental and Societal Impacts Group des National Center for Atmospheric Research.
Im Rahmen der Deutschen Klimatagung 2006 wurde Pielke mit dem Eduard-Brückner-Preis ausgezeichnet. Die Universität Linköping verlieh Pielke 2012 die Ehrendoktorwürde. Im selben Jahr erhielt er den GSA Public Service Award der Geological Society of America.
Seit 2024 ist Pielke Mitglied der Norwegischen Akademie der Wissenschaften.

## Positionen
Pielke hat viel zum Klimawandel publiziert. Seine Positionen werden oftmals sehr kontrovers wahrgenommen. Pielke Jr. vertritt die Ansicht, dass der menschliche Einfluss auf das Klima real ist, aber das Extremwetterereignisse wie Hurrikane und Überschwemmungen nicht ausschließlich dem Klimawandel zugeschrieben werden können.
In seinem Blog kritisierte er oftmals den Weltklimarat. Kofi Annans Buch Climate Change: The Anatomy of a Silent Crisis beim später aufgelösten Global Humanitarian Forum bezeichnete er als Musterbeispiel, wie man mit Statistik lügen könne.
Sein Konzept des „Honest Broker“ als Aufgabenstellung für Wissenschaftler, die der Politik zuarbeiten, wurde unter anderem Vorbild für Hans von Storch.
Bekannt wurde seine frühe Kritik am Space Shuttle, das er 1993 als nach wie vor unsicher und risikobehaftet kritisierte. Kurz vor dem Unglück der Columbia warnte er vor einem weiteren Unglück, das nur eine Frage der Zeit sei.

## Persönliches
Sein Vater Roger A. Pielke senior ist ein bekannter Klimatologe. Pielke selbst ist verheiratet und hat drei Kinder.

## Werke
- The Honest Broker: Making Sense of Science in Policy and Politics (2007, Cambridge University Press)
- The Climate Fix: What Scientists and Politicians Won't Tell You About Global Warming (2010, Basic Books).
- mit Daniel R. Sarewitz: The Rightful Place of Science: Disasters and Climate Change, (2014, Consortium for Science, Policy & Outcomes), ISBN 978-0-692-29751-3
- mit Simon Kuper: The Edge: The War Against Cheating and Corruption in the Cutthroat World of Elite Sports, (2016, Roaring Forties Press), ISBN 978-1-938901-57-7